# Partido Social Democrático da Bahia
Partido Social Democrático da Bahia (PSD) foi um partido político brasileiro fundado em 24 de janeiro de 1933 e que durou até 1937.
Em sua curta existência, o PSD foi a principal agremiação partidária que deu apoio político ao governo de Juracy Magalhães, interventor do estado da Bahia.